# Paradise (ラジオ番組)
Paradise（パラダイス）は東海ラジオで2022年9月26日から放送開始のラジオの生ワイド番組。

## 概要
東海ラジオでは、2022年10月改編をもって、トーク中心からトークと音楽を中心にしたラジオ番組に編成を一新する一環として、これまでの『タクマ・神野のどーゆーふー』の放送枠の大半を受け継ぎ、新しい平日午前中の生ワイド番組を編成することになったもの。
この番組では、一日の始まりを「楽しく軽快に」をコンセプトに、「オトナな音楽」に加え、地域情報・生活情報と買い物情報を伝えるもので、番組タイトルの通り、リスナーの「みなさんのパラダイスを持ち寄って大きなパラダイスに」するものである。

## 放送時間
- 月曜-金曜 9:00-11:00

## DJ
- 神野三枝

## 企画ネット番組扱いで放送していたコーナー
- ビューティフルメモリーズ～甦る青春ポップス～

「氷川きよし 限界突破RADIO」の番組終了後2023年1月～3月まで放送していた企画ネット番組。
文化放送制作の同タイトルを番組ネットせず東海ラジオのエリアでは自社制作で放送していた。
リスナーからメール、FAXを募集し、採用されたら、番組から記念品や粗品を贈っていた。
ただし、2023年3月の放送は「WBCワールドベースボールクラシック2023実況中継」（ニッポン放送制作）を
同時ネットすることが多かったため、コーナーカットの日が多かった。
同全国ネット枠が2023年3月を持って番組枠終了、文化放送のみ同年4月以降ローカルに格下げし、番組継続に伴い3月一杯で終了した。